# Lagom
Lagom är ett svenskt ord med betydelser som "varken för mycket eller för litet", "utan överdrift", "för ändamålet 'lämplig' storlek, mängd", etc.

## Etymologi
Svenska Akademiens ordbok listar etymologin som en åldrad böjningsform av "lag" där ändelsen "-um" i fornsvenskan angav dativ i pluralis. Även Nationalencyklopedins ordbok förklarar ordet som dativ plural av "lag" men i betydelsen 'rätt ställning', 'rätt förhållande'. Fornsvenskans laghum betyder "enligt lagen", och lagom används som synonym till "som sig bör", "passande" eller "lämpligt" rent generellt. Med tiden har lagom använts alltmer som synonym till "medel" eller "normal". Ordet kan även ha en retfull eller skämtsam innebörd. Ett exempel är "lagom åt" en person med betoning på "åt". Ett annat är "så lagom". I början av 1900-talet kunde man säga att någon var "lagom" och syfta på tämligen berusad.
Det finns även en folketymologisk myt, alltså en efterkonstruktion gjord utan kunskap om ordets faktiska historia: Den att ordet "lagom" härstammar från det gamla bondesamhällets måltider, då alla på gården åt från samma gryta och drack ur samma bägare. Då ville det till att det räckte 'laget om', och att ingen drack för mycket eller för litet. 

## Motsvarigheter i andra språk
En vanlig missuppfattning är att ordet "lagom" är unikt för det svenska språket och saknar motsvarigheter i alla andra språk. Detta är en faktoid enligt språkvetaren Mikael Parkvall. Uppfattningen att Sverige är "landet lagom" och att lagom är ett ideal för den svenska folksjälen har fått spridning därför att den svenska modellen baserad på kompromissvillighet och blandekonomi ibland har beskrivits som en medelväg mellan ytterligheter av politiska system, exempelvis av den amerikanske journalisten Marquis Childs i boken Sweden: the Middle Way från 1936.
I såväl nynorska som bokmål finns ordet lagom, med samma uttal, stavning och snarlik innebörd. Bland språk som inte har en direkt översättning, finns det dock ord med liknande betydelse som kan användas i översättningar, förutsatt att man godtar den lätta semantiska skillnaden. I exempelvis norska finns motsvarande ord som "passelig" och i danska "tilpas". Även serbokroatiska ("taman"), estniska ("paras"), isländska (meðallagi), thailändska (พอเพียง - phor phiang) och japanska ("丁度, chōdo") har motsvarande ord. På många språk finns ordet moderat som betyder 'måttfull' eller 'måttlig'.

## Optimering
Ordet optimal, optimum eller optimerad, i betydelsen mest gynnsamma avpassning eller avvägning av olika variabler, har betydelselikhet med lagom. Exempelvis avser optimal arbetstid eller optimal bränsleblandning en lagom fördelning mellan ingredienser (exempelvis arbetstid och fritid) som ger maximal prestationsgrad eller behållning i något avseende. (Ibland åsyftar ordet optimal istället bästa möjliga värde på optimeringens målfunktion. Exempelvis är optimal effektivitet synonymt med maximalt möjlig effektivitet.)

## Monument
Uarda-akademien avtäckte 29 april 1992, i lundensisk spextradition, ett referensmått utfört i Vångagranit i Paradisparken i Lund för enheten lagom (lgm). 